# Willem Heijdt
Petrus Jacobus Wilhelmus (Willem) Heijdt (Nijmegen, 13 oktober 1858 – aldaar, 28 mei 1928) was een Nederlands ondernemer en amateurcomponist
Hij was zoon van winkelier Johannes Wilhelmus Heijdt en  Helena Catharina Lankermann. Hij was getrouwd met Anna Maria Petronella Huberta van Aernsbergen. Hij stierf na een lang ziekbed in het Canisiusziekenhuis in Nijmegen.
Hij wilde van oorsprong leraar Frans worden en volgde daartoe lessen in Lausanne. Hij moest echter werken in de winkel van zijn vader. In het dagelijks leven was hij vishandelaar en verkocht zijn waar op de Grote Markt in Nijmegen waaraan hij ook woonde. Heijdt schreef als componist na slechts enkele muzieklessen van onder anderen Hendrik Arnoldus Meijroos, hij was grotendeels autodidact, kerkliederen en –gezangen, vooral missen. Ook is er van hem een orgelsonate bekend en een ouverture voor orkest. Zijn muziek werd onder andere uitgegeven via de firma weduwe J.R. van Rossum te Utrecht en toonde gelijkenis met de muziek van Alphons Diepenbrock.
Een jaar na zijn overlijden werd een grafmonument onthuld, ontworpen door Oscar Leeuw, dragend een deel van Veni Creator Spiritus, zijn bekendste werk, en de tekst In Pace. Hij ligt begraven op de Rooms-Katholieke begraafplaats aan de Daalseweg. Schilder Jan van Vucht Tijssen heeft hem op doek vastgelegd; het bevindt zich in de collectie van Museum Het Valkhof. Jan Toorop was een bewonderaar van Heijdt, Heijdt schonk hem enige manuscripten. Toorop zou gezegd hebben bij de oprichting van de commissie voor een verkooptentoonstelling in Nijmegen: "Ik zit liever met Heijdt aan tafel, dan met de vrouw van Breitner". Nijmegen kent een Willem Heijdtstraat in een buurt met straten vernoemd naar Johannes Verhulst, Richard Hol en Diepenbrock.
- Nationale Bibliotheek van Tsjechië: xx0154444
- Virtual International Authority File: 253400041